# Iransk bergsalamander
Iransk bergsalamander (Iranodon persicus) är en art salamandrar, tillhörande familjen vinkelsalamandrar. Den trivs nära floder och även i karstområden, där den ofta håller till i grottor. Den Iranska bergsalamandern är endast känd från Iran men tros även existera i Azerbajdzjan. Dess status är idag nära hotad på grund av människans påverkan på den naturliga miljön.
Vuxna exemplar har fyra fingrar vid framtassen och fyra tår vid bakfoten. Deras svans är avplattad från sidorna. Den bruna kroppen har mörka fläckar på ovansidan och inga fläckar på undersidan. Individerna blir med svans 20 till 26 cm långa och svansen är lite längre än huvud och bål tillsammans.
Arten lever i låglandet och i bergstrakter upp till 1500 meter över havet. Kring vattendragen förekommer bergsskogar. larvernas utveckling sker i vattnet.